# Norderheistedt
Norderheistedt ist eine Gemeinde im Kreis Dithmarschen in Schleswig-Holstein.

## Geografie

### Lage
Der Ort liegt in Dithmarschens Norden, an der Landesstraße 239 zwischen den Gemeinden Hennstedt und Süderheistedt.

### Nachbargemeinden
Nachbargemeinden sind im Uhrzeigersinn im Norden beginnend die Gemeinden Wiemerstedt, Süderheistedt (Exklave Hägen), Linden, Barkenholm, Süderheistedt, Ostrohe und Weddingstedt (alle im Kreis Dithmarschen).

## Geschichte
Am 1. April 1934 wurde die Kirchspielslandgemeinde Hennstedt aufgelöst. Alle ihre Dorfschaften, Dorfgemeinden und Bauerschaften wurden zu selbständigen Gemeinden/Landgemeinden, so auch Norderheistedt.

## Politik

### Gemeindevertretung
Bei der Kommunalwahl am 14. Mai 2023 wurden insgesamt sieben Sitze vergeben. Diese fielen erneut alle an die Freie Wählergemeinschaft Norderheistedt. Die Wahlbeteiligung betrug 62,4 %.

## Verkehr
Norderheistedt wird vom Linienbus, der von Delve nach Heide (ZOB) fährt, bedient.